# Andrew N. Dugger
Andrew Nugent Dugger (Bassett, Nebraska, 19 de noviembre de 1886-Jerusalén, Israel, 2 de noviembre de 1975), fue un destacado ministro religioso y misionero sabatista en el siglo XX, fue presidente de la Conferencia General de la Iglesia de Dios (Séptimo Día) en Estados Unidos durante los periodos 1921-1927, 1929-1931. También es considerado como el fundador del movimiento unitario «Iglesias de Dios 7° día del Monte Sión», conjunto de congregaciones que siguieron el liderazgo e influencia de Dugger rumbo a Jerusalén cuando se separó de la Conferencia General de la Iglesia de Dios (Séptimo Día).

## Primeros años
Andrew Nugent Dugger fue hijo de Alexander F. Dugger, un ministro de la Iglesia de Dios (Séptimo Día) desde el año 1874 hasta su muerte en 1910, quien también fue el primer vicepresidente de la Conferencia General de la Iglesia de Dios (Séptimo Día) cuando las Conferencias estatales se unificaron en una sola organización el 5 de octubre de 1884. Andrew N. Dugger se desempeñaba como granjero y profesor de escuela en 1910, sin embargo estaba involucrado en asuntos del ministerio eclesiástico desde el año 1906.
Posteriormente Andrew N. Dugger siguió los pasos de su padre y se dedicó a la carrera de ministro religioso dentro de la Iglesia de Dios (Séptimo Día), para que esto sucediera Dugger tuvo que vender su granja e ir a la Universidad de Chicago, en donde aprendió teología, oratoria y dominó los idiomas griego bíblico, hebreo bíblico y alemán. En 1925 contrajo matrimonio con Effie Carpenter y tuvieron cinco hijos, John Paul Dugger, Charles Andrew Dugger, Orabelle Dugger, Naomi Dugger y Mary Dugger.

## Carrera como ministro

### Editor deThe Bible Advocate/El Abogado de la Biblia
Después de su graduación fue invitado por las autoridades de la Iglesia de Dios (Séptimo Día) a cambiar su domicilio a Stanberry, Misuri, en donde estarían las oficinas de esta organización, esta acción con el fin de que Andrew N. Dugger fungiera como editor de la revista El Abogado de la Biblia, posición que ejerció durante 18 años desde 1914 (año en que también comenzaba la Primera Guerra Mundial), así como también la Presidencia de la Conferencia General de la Iglesia de Dios (Séptimo Día) en Estados Unidos en el año 1921.
En 1914, Dugger cerró permanentemente el foro abierto de la revista El Abogado de la Biblia, terminando con una larga tradición dentro de la Iglesia de Dios (Séptimo Día) que permitía a los miembros intercambiar opiniones y hacer propuestas doctrinales, la razón que dio Andrew N. Dugger fue que «la diversidad de ideas ponían en peligro la uniformidad doctrinal».
En el año 1917, la Conferencia General de la Iglesia de Dios en Stanberry, Misuri recibió la mínima cantidad de 1,000 dólares, por lo que Andrew N. Dugger consideró que la organización tendría problemas financieros. Organizó una revisión para dar seguimiento sobre el destino de los diezmos locales, al darse cuenta de que en muchos casos eran recaudados por los ministros locales, Dugger creó una política en la cual todos los diezmos serían dados a las Conferencias estatales, y el diezmo del diezmo recaudado sería enviado desde las conferencias estatales a la Conferencia General en Misuri. 
En 1924, Andrew N. Dugger asentó la cristología de la Iglesia de Dios (Séptimo Día) a través de un artículo que promovía el arrianismo, según Robert Coulter, la cristología no volvería a ser discutida hasta 1980, cuando la Iglesia de Dios (Séptimo Día) integró la divinidad de Jesucristo a sus creencias.
Durante esos años se llevó a cabo un famoso debate entre Andrew N. Dugger y W. Curtis Porter en torno al papel religioso del sábado en el cristianismo, este debate se publicaría en un libro de teología llamado Porter - Dugger Debate, reeditado en 2014 por Guardian Of Truth Found.

### Presidencia en la Iglesia de Dios (Séptimo Día)
El historiador y ministro Robert Coulter ha señalado que durante la presidencia de Dugger en la Conferencia General de la Iglesia de Dios (Séptimo Día) en Estados Unidos (dos periodos que comprendieron los años 1921-1927 y 1929-1931), Andrew Dugger trató de alcanzar la unidad institucional a través del decreto y no el diálogo. Coulter también menciona que durante su presidencia, Dugger utilizó la diversidad teológica dentro de la Iglesia de Dios como excusa para dividir la organización y posteriormente establecer la Conferencia de Salem, división temporal que aconteció en 1933.
Durante su presidencia en la iglesia estadounidense, Andrew N. Dugger ordenó la instalación de la primera imprenta de la organización en México, debido a las solicitudes de literatura que se habían realizado desde distintas ciudades mexicanas. La imprenta se instaló en el año 1923. En ese mismo año asistió, en calidad de presidente de la iglesia estadounidense, a la "Primera Convención General de la Iglesia de Dios" en la ciudad mexicana de Saltillo, Coahuila en donde se nombró al primer presidente de la naciente Conferencia mexicana, José María Rodríguez.
En 1921, a través de una serie de debates realizados en Canadá y Estados Unidos, el desempeño de Dugger provocó la conversión de T. J. Marrs y sus hijos Burt F. Marrs y Mitchell Marrs, quienes años posteriores sería destacados ministros y líderes de la Conferencia General.

#### Dugger y el pentecostalismo de Milton Grotz
En el año 1923, evangelistas de origen pentecostal como Milton Grotz se integraron a la Iglesia de Dios (Séptimo Día), Grotz era un predicador que apoyaba y difundía la prohibición hacia el consumo de carne de cerdo, la prohibición del tabaco, y también era un predicador que creía en la sanidad de los enfermos a través de reuniones de «avivamiento». En ese año, Andrew N. Dugger reporta lo siguiente respecto a Milton Grotz:

«Stanberry ha sido conmovida por el poder de Dios durante la semana pasada como nunca antes en su historia ... estamos viviendo en los días de la Lluvia Tardía. La casa de la Iglesia, aunque es grande, difícilmente acomodará las multitudes. El hermano Grotz es un ministro de la Iglesia de Dios... Esperamos que Dios derrame Su Espíritu sobre más de nuestros ministros y nuestra gente ...»

El 31 de octubre de 1923, Dugger y Grotz fueron a Bassett, la ciudad natal de Andrew N. Dugger. Según sus informes, se reportaron sanidades milagrosas, así como la conversión de la familia de la esposa de Dugger. En el año 1924, Milton Grotz y Andrew N. Dugger tuvieron diferencias doctrinales frente al papel del pentecostalismo en la Iglesia de Dios (Séptimo Día) y la oposición de Andew N. Dugger de aceptar la doctrina de la salvación por gracia, lo que culminó con la salida de Grotz de la Iglesia de Dios.

### Influencia del israelismo británico
A inicios de la década de 1930 el controversial predicador Herbert W. Armstrong, creador del israelismo británico y promovedor de la celebración de las fiestas de Levítico 23 en el cristianismo, fue miembro de la Iglesia de Dios (Séptimo Día), durante la división temporal en 1933 que conformaría la Conferencia de Salem de la Iglesia de Dios (Séptimo Día), Armstrong tomó partido del grupo de Salem y de Andrew N. Dugger. En torno a la formulación de la doctrina del israelismo británico, Herbert Armstrong menciona en su autobiografía una carta recibida de parte de Andrew N. Dugger respondiéndole una solicitud de publicación:

«Querido hermano Armstrong:

Yo ... acabo de terminar el manuscrito del Mensaje de los Tercer Ángeles y el Israel británico ... Seguramente tienes razón ... No puedo usarlo ... Que el Señor te bendiga ...»

Esta coincidencia no es debido a la enseñanza de Armstrong a Andrew N. Dugger, sino que ambos fueron influidos por Clarence Orvil Dodd (con quien Dugger incluso escribió el libro A History of The True Church. Dugger se encontraba principalmente interesado en el trabajo de la profecía y la relación entre la iglesia e Israel que predicaba Clarence Orvil Dodd, mientras que Armstrong se interesó en el israelismo británico explícito de Dodd, quien a la vez lo aprendió de Greenberry G. Rupert, junto a la enseñanza de guardar las Festividades judías de Levítico 23. Años después Clarence O. Dodd se separaría de la Iglesia de Dios (Séptimo Día) y actualmente se considera un fundador del Movimiento del Nombre Sagrado.

### La división de 1933
Uno de los puntos que causaban controversia dentro de la organización religiosa, fue la opinión de Dugger sobre la necesidad de mover la sede de la iglesia a la ciudad de Jerusalén, en Israel. Durante la división en 1933 de la Iglesia de Dios (Séptimo Día) en Estados Unidos, Andrew Dugger y un grupo de ministros que estaba de acuerdo con él se accionaron para proponer el traslado de la sede a Jerusalén, el 4 de noviembre de 1933 acordaron que la reorganización de la iglesia tendría lugar en la ciudad de Salem, en contra posición con la continuidad de la Conferencia General de la Iglesia de Dios (Séptimo Día) liderada por Burt F. Marrs en Stanberry, Missouri.
Andrew N. Dugger fue parte de la Conferencia divisoria en Salem, pero nunca tomó un puesto de liderazgo en el grupo de Los Doce (sistema de liderazgo apostólico que instaló este grupo).

#### La iglesia en México
Durante los años de la división, Andrew N. Dugger influyó en el nombramiento de misioneros de la Iglesia hacia México, de esta manera propagando la orientación de la Conferencia divisoria de Salem en la República Mexicana, según el etnógrafo Raphael Patai, al investigar en 1930 sobre la presencia de cryptojudíos en la Iglesia de Dios (Séptimo Día) en la Ciudad de México encontró folletos religiosos que hablaban sobre una sede en Jerusalén:

"The paragraph dealing with the constitution of the sect on page 5 states that the Iglesia de Dios has general offices in 'Jerusalem, Palestine'."

("El párrafo que trata sobre la constitución de la secta en la página 5 establece que la Iglesia de Dios tiene oficinas generales en 'Jerusalén, Palestina'.")

Durante la década de 1930, posterior a la creación de la Conferencia en Salem, uno de los misioneros en México más cercanos a Andrew N. Dugger fue Ezequías Campos, quien en 1937 introdujo la celebración de las Fiestas de Levítico 23 a la Iglesia de Dios (Séptimo Día) en México y posteriormente se convirtió en el fundador de la Iglesia de Dios (Israelita) cuando la Conferencia mexicana abolió la celebración de las fiestas.

### Oposición a la reunificación de 1949
Durante la reunificación del grupo en la ciudad de Salem y el grupo en la ciudad de Stanberry, la Conferencia General de la Iglesia de Dios (Séptimo Día) volvió a ser una sola organización, Dugger se mantuvo en contra de este proceso durante el tiempo de negociaciones. En el año 1949, Andrew N. Dugger es sustituido por Burt F. Marrs como jefe del Departamento de Misiones Extranjeras en la organización religiosa.
Andrew N. Dugger y otros personajes organizaron el movimiento "Come Back to Salem" ("Regresar a Salem"), este movimiento tuvo tres vertientes: 1. Una minoría que regresó a la ciudad de Salem para instalar una sede con quienes los siguieron, 2. Andrew N. Dugger y Severson que se fueron a Jerusalén, 3. Olson y Groshans, quienes formaron la Iglesia de Dios del Séptimo Día en Caldwell, Idaho.

#### Disputa por la Conferencia mexicana
Antes de partir a Jerusalén, Dugger formó parte de este grupo opositor a la reunificación en la ciudad de Salem. En 1950, Dugger viajó a México durante la presidencia mexicana de la Iglesia de Dios (Séptimo Día) de José Kim Peck. Debido al anterior contacto de Dugger con la Conferencia mexicana de la Iglesia de Dios (Séptimo Día), intentó a traerlos hacia el reconocimiento de la organización disidente que se opuso a la reunificación (Salem) en Estados Unidos, sin embargo, los distintos viajes a México fueron contrarrestados por Burt F. Marrs quien realizó sus propios viajes para visitar la Conferencia mexicana y sustituir la literatura de Dugger.

### Mudanza a Jerusalén
En el año 1952, después de un largo viaje a Nigeria mientras visitaba grupos de la Iglesia de Dios en ese lugar, decidió junto a su esposa mudarse a Jerusalén.
En 1953, Andrew N. Dugger y su esposa Effie Carpenter se mudaron permanentemente a la ciudad de Jerusalén y comenzaron la publicación Mt. Zion Reporter (El reportero de Monte Sión). Dugger a través de su publicación Mt. Zion Reporter tuvo conexión con diferentes grupos que se autodenominaban Iglesia de Dios (Séptimo Día) del Monte Sión y que reconocían la sede en Jerusalén, estas congregaciones se encuentran en diferentes parte del mundo, desde algunos países africanos hasta América del Norte, derivado de la actividad misionera de Dugger.
En el 2012, Gil Monrose, pastor de una congregación afroamericana Mt. Zion en Nueva York dirigió un proyecto llamado Andrew N. Dugger Republishing Project, para difundir el material documentado en Twitter.

## Fallecimiento
Andrew N. Dugger murió en 1975 a la edad de 89 años. Su yerno, Gordon Fauth continuó el trabajo de la publicación Mt. Zion Reporter.

## Publicaciones
- The Bible Home Instructor, 8.ª edición, Editor Kerry L. Barger, 2018.
- A History of The True Church, coautoría con C. O. Dodd, Estados Unidos, 1936.